# Liste des intercommunalités de la Loire
 (janvier 2023).

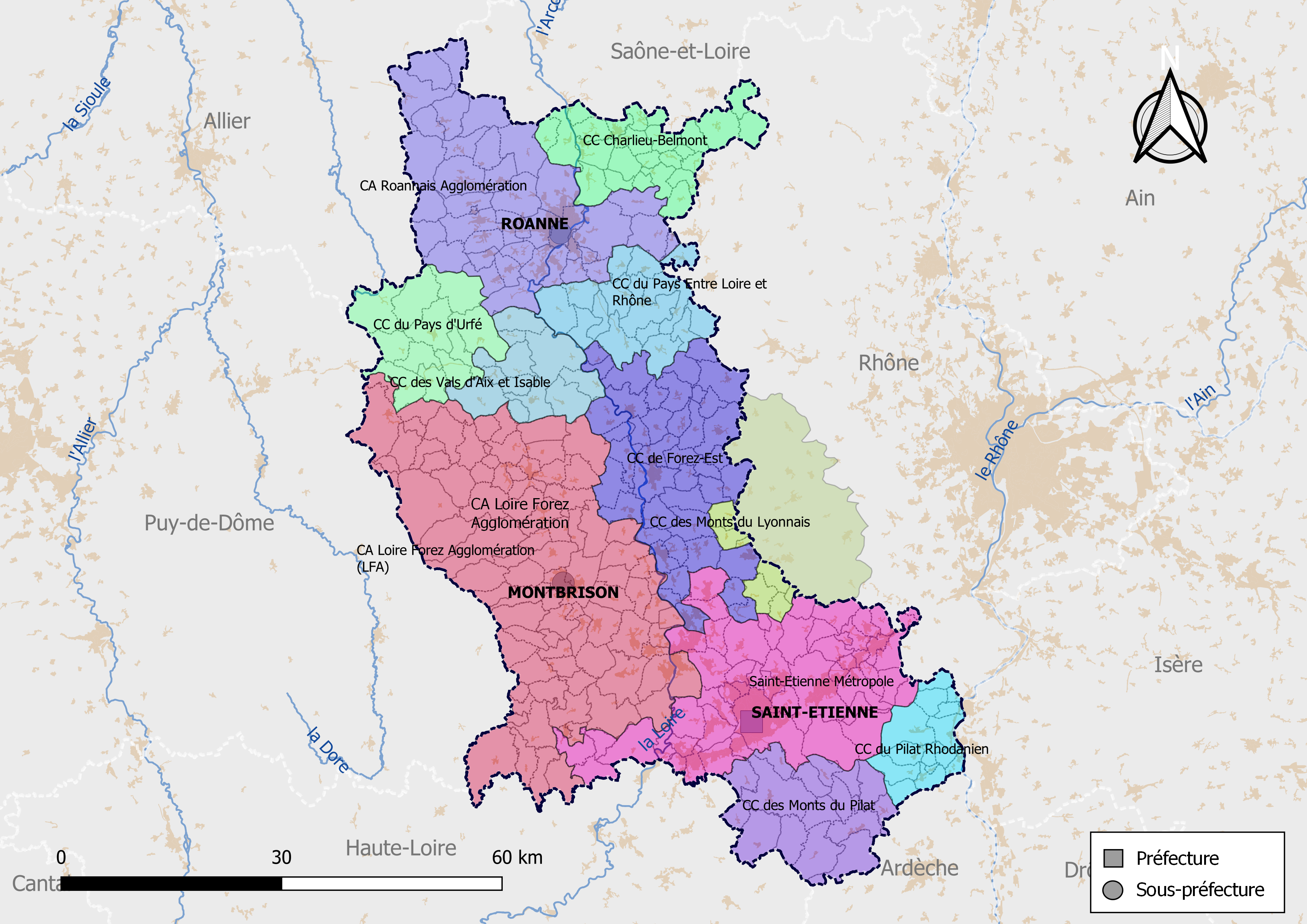
Carte des EPCI de la Loire au 1er janvier 2019.

Au 1er janvier 2019, le département de la Loire compte 10 établissements publics de coopération intercommunale à fiscalité propre dont le siège est dans le département (une métropole, 2 communautés d'agglomération et 7 communautés de communes). Par ailleurs 7 communes sont groupées dans une intercommunalité dont le siège est situé hors département.

## Intercommunalités à fiscalité propre
| Forme juridique                                           | Nom                             | no SIREN  | Date de création | Nombre de communes     | Population (der. pop. légale) | Superficie (km2) | Densité (hab./km2) | Siège                   | Président         |
| --------------------------------------------------------- | ------------------------------- | --------- | ---------------- | ---------------------- | ----------------------------- | ---------------- | ------------------ | ----------------------- | ----------------- |
| Métropole                                                 | Saint-Étienne Métropole         | 244200770 | 1er janvier 2001 | 53                     | 406 257 (2021)                | 723,50           | 562                | Saint-Étienne           | Gaël Perdriau     |
| Communauté d'agglomération                                | CA Loire Forez                  | 200065886 | 1er janvier 2017 | 84                     | 112 261 (2022)                | 1 321,0          | 85                 | Montbrison              | Christophe Bazile |
| Communauté d'agglomération                                | CA Roannais Agglomération       | 200035731 | 1er janvier 2013 | 40                     | 101 302 (2021)                | 689,30           | 147                | Roanne                  | Yves Nicolin      |
| Communauté de communes                                    | CC de Forez-Est                 | 200065894 | 1er janvier 2017 | 42                     | 64 264 (2021)                 | 553,0            | 116                | Feurs                   | Pierre Véricel    |
| Communauté de communes                                    | CC Charlieu-Belmont             | 200035202 | 1er janvier 2013 | 25                     | 23 459 (2021)                 | 279,90           | 84                 | Charlieu                | René Valorge      |
| Communauté de communes                                    | CC du Pilat rhodanien           | 244200895 | 30 novembre 2001 | 14                     | 16 869 (2021)                 | 144,20           | 117                | Pélussin                | Serge Rault       |
| Communauté de communes                                    | CC des Monts du Pilat           | 244200622 | 27 décembre 1993 | 16                     | 15 431 (2021)                 | 306,80           | 50                 | Bourg-Argental          | Stéphane Heyraud  |
| Communauté de communes                                    | CC du Pays entre Loire et Rhône | 244200630 | 28 décembre 1993 | 16                     | 14 086 (2021)                 | 251,60           | 56                 | Saint-Symphorien-de-Lay | Jean-Paul Capitan |
| Communauté de communes                                    | CC des Vals d'Aix et d'Isable   | 244200614 | 22 décembre 1993 | 12                     | 5 893 (2021)                  | 196,30           | 30                 | Saint-Germain-Laval     | Georges Bernat    |
| Communauté de communes                                    | CC du Pays d'Urfé               | 244200820 | 28 juin 1996     | 11                     | 5 130 (2021)                  | 256,10           | 20                 | Saint-Just-en-Chevalet  | Charles Labouré   |
| Intercommunalité dont le siège est situé hors département |                                 |           |                  |                        |                               |                  |                    |                         |                   |
| Communauté de communes                                    | CC des Monts du Lyonnais        | 200066587 | 1er janvier 2017 | 32 (dont 7 dans le 42) | 35 120 (2021)                 | 396,90           | 89                 | Pomeys (69)             | Régis Chambe      |

## Historique

### Le SDCI de 2011
Dans le cadre de la réforme des collectivités territoriales françaises, la loi de réforme des collectivités territoriales du 16 décembre 2010 (dite loi RCT) a prévu l’élaboration d’un schéma départemental de coopération intercommunale (SDCI), de valeur prescriptive, destiné à permettre l'intégration de la totalité des communes dans un EPCI à fiscalité propre, la suppression des enclaves et discontinuités territoriales et les modalités de rationalisation des périmètres des établissements publics de coopération intercommunale et des syndicats mixtes existants.
Cela a abouti a l'adoption du SDCI de la Loire par arrêté préfectoral le 28 décembre 2011 qui prévoyait :
- la fusion de la Communauté de communes Le Pays de Charlieu et de la Communauté de communes du Canton de Belmont-de-la-Loire[13].
- l'extension du périmètre de Saint-Étienne Métropole (SEM) à deux communes antérieurement membres de la Communauté de communes du Pays de Saint-Galmier[14].
- la fusion de la Communauté d'agglomération Grand Roanne Agglomération, de la Communauté de communes de la Côte roannaise, de la Communauté de communes de l'Ouest roannais, de la Communauté de communes du Pays de la Pacaudière et de la Communauté de communes du Pays de Perreux, avec intégration d'une commune isolée[15].
- la rationalisation du nombre de syndicats intercommunaux et des syndicats mixtes[16].

Sa mise en œuvre s'est traduite par la réduction du nombre d'EPCI à fiscalité propre, qui est passé de 22 à 17.

### La loi NOTRe et le SDCI de 2016
Au 1er janvier 2015, le département comptait 3 communautés d’agglomération et 14 communautés de communes, ainsi que 97 syndicats mixtes et communaux. Cinq communautés comprennent plus de 20 000 habitants, onze sont comprises entre 20 000 habitants et  5 000 habitants et une a une population inférieure à ce nombre (la Communauté de communes des Montagnes du Haut Forez).
Dans le cadre des dispositions de la loi portant nouvelle organisation territoriale de la République (Loi NOTRe) du 7 août 2015, qui prévoit que les établissements publics de coopération intercommunale (EPCI) à fiscalité propre doivent avoir un minimum de 15 000 habitants (et 5 000 habitants en zone de montagnes), le préfet de la Loire a arrêté le schéma départemental de coopération intercommunale (SDCI) le 29 mars 2016.
Ce SDCI prévoit :
- Fusion de la Communauté de Roannais agglomération, de la Communauté de communes du Pays d’Urfé, de la Communauté de communes des Vals d'Aix et d'Isable et de la Communauté de communes du Pays entre Loire et Rhône, créant une intercommunalité de 81 communes et 125 420 habitants[20]
- Fusion de la Communauté d'agglomération de Loire Forez avec la Communauté de communes du Pays d'Astrée et la Communauté de communes des Montagnes du Haut Forez, et intégration à 14 communes antérieurement membres de la Communauté de communes du Pays de Saint-Bonnet-le-Château, créant l'intercommunalité Loire Forez Agglomération de 88 communes et 106 574 habitants[20].
- Fusion de la Communauté de communes de Feurs en Forez, de la Communauté de communes des Collines du Matin et de la Communauté de communes de Balbigny, avec intégration de 7 communes antérieurement membres de la Communauté de communes du Pays de Saint-Galmier et de 9 communes antérieurement membres de la Communauté de communes de Forez en Lyonnais, créant une intercommunalité de 49 communes et 66 682 habitants[20].
- Extension de la Communauté urbaine Saint-Étienne Métropole à 3 communes antérieurement membres de la Communauté de communes du Pays de Saint-Galmier, une commune antérieurement membre de la Communauté de communes de Forez en Lyonnais et 4 communes antérieurement membres de Communauté de communes du Pays de Saint-Bonnet-le-Château, créant une intercommunalité de 53 communes et 402 859 habitants[20],[21].

Dans ce cadre, restent inchangés les EPCI à fiscalité propre suivants :
- Communauté de communes du Pays de Charlieu Belmont ;
- Communauté de communes du Pilat rhodanien ;
- Communauté de communes des Monts du Pilat ;

et le département serait désormais couvert par 7 communautés au lieu de 17 antérieurement.
Le SDCI prévoit également la dissolution de 4 EPCI sans fiscalité propre : le Syndicat de ramassage scolaire du Pays d’Astrée, le Syndicat de ramassage scolaire des Monts du Forez, le Syndicat de ramassage scolaire Bard-Lerigneux-Roche et le SIVU Saint-Maurice-Usson-en-Forez.
Le SDCI est destiné à être mis en œuvre le 1er janvier 2017 après consultation des conseils municipaux et communautaires concernés.

### Anciennes intercommunalités

#### Suppressions en 2013
- Pour créer Roannais Agglomération, fusion et donc disparition de :

1. Communauté d'agglomération Grand Roanne Agglomération
2. Communauté de communes de la Côte roannaise
3. Communauté de communes de l'Ouest roannais
4. Communauté de communes du Pays de la Pacaudière
5. Communauté de communes du Pays de Perreux

- Pour créer la Communauté de communes Charlieu-Belmont Communauté, fusion et donc disparition de :

1. Communauté de communes Le Pays de Charlieu
2. Communauté de communes du Canton de Belmont-de-la-Loire

#### Suppression en 2016
Le 1er janvier 2016, la communauté d'agglomération Saint-Étienne Métropole se transforme en communauté urbaine et devient la communauté urbaine Saint-Étienne Métropole.

#### Suppressions en 2017
- Pour créer la nouvelle Communauté d'agglomération Loire Forez, fusion et donc disparition de[23] :

1. l'ancienne Communauté d'agglomération de Loire Forez,
2. la Communauté de communes du Pays d’Astrée,
3. la Communauté de communes des Montagnes du Haut Forez,
4. la Communauté de communes du Pays de Saint-Bonnet-le-Château (à l’exception des communes d'Aboën, Rozier-Côtes-d'Aurec, Saint-Nizier-de-Fornas et Saint-Maurice-en-Gourgois).

- Pour créer la communauté de communes Forez-Est, fusion et donc disparition de[23] :

1. la Communauté de communes de Feurs en Forez,
2. la Communauté de communes des Collines du matin,
3. la Communauté de communes de Balbigny,
4. la Communauté de communes du Pays de Saint-Galmier (à l’exception des communes de Saint-Bonnet-les-Oules, Chambœuf et Saint-Galmier, rattachées à Saint-Étienne Métropole),
5. la Communauté de communes de Forez en Lyonnais (à l’exception de la commune de La Gimond, rattachée à Saint-Étienne Métropole).

- extension de la Communauté urbaine Saint-Étienne Métropole aux communes d'Aboën, Rozier-Côtes-d'Aurec, Saint-Nizier-de-Fornas et Saint-Maurice-en-Gourgois (issues de la Communauté de communes du Pays de Saint-Bonnet-le-Château), de Saint-Bonnet-les-Oules, Chambœuf et Saint-Galmier (issues de la Communauté de communes du Pays de Saint-Galmier) et de La Gimond (issue de la Communauté de communes de Forez en Lyonnais)[24].

## EPCI sans fiscalité propre
On peut notamment citer le syndicat intercommunal d'énergies de la Loire, qui regroupe la totalité des communes et des intercommunalités à fiscalité propre du département.